# هوخهایم (تورینگن)
هوخهایم (به آلمانی: Hochheim) یک شهر در آلمان است که در گوتا واقع شده‌است. هوخهایم ۵۰۳ نفر جمعیت دارد.